# Saurauia glabra
Saurauia glabra là một loài thực vật có hoa trong họ Dương đào. Loài này được (Ruiz & Pav.) Soejarto miêu tả khoa học đầu tiên năm 1980.